# Metapa (Chiapas)
Metapa é um município do estado do Chiapas, no México. A população do município calculada no censo 2005 era de 4.806 habitantes.